# Cercospora diazu
Cercospora diazu är en svampart som beskrevs av Miura. Cercospora diazu ingår i släktet Cercospora och familjen Mycosphaerellaceae.   Inga underarter finns listade i Catalogue of Life.